# Rambold
Rambold ist ein männlicher Vorname und ein Familienname.

## Herkunft und Bedeutung
Der Name Rambold setzt sich aus den beiden Namenselementen ragin „Rat“ und bald „kühn“ zusammen.

## Namensträger
- Rambold XIII. Graf von Collalto (1575–1630), kaiserlicher Generalissimus

## Familienname
- Adolf Rambold (1900–1996), deutscher Erfinder und Ingenieur
- Erich Rambold (* 1937), deutscher Kommunalpolitiker (CSU)
- Hans Rambold (* 1954), deutscher Politiker (CSU)